# Santiago de los Caballeros
Santiago (ook: Santiago de los Caballeros) is - qua inwoneraantal - de tweede stad van de Dominicaanse Republiek en ligt 178 meter boven de zeespiegel in de Cibao vallei, ten zuiden van Puerto Plata. Het is de hoofdstad van de gelijknamige provincie. De gemeente heeft 729.000 inwoners en is daarmee de derde grootste van het land.Santiago stad heeft een inwonersaantal van ca. 1,5 miljoen (2020).
Santiago werd in 1495 door Bartholomeo, de broer van Columbus gesticht in Jacagua in het Tainogebied Magua en was van oudsher de hoofdstad van het eiland. In 1506 werd de stad verwoest door een aardbeving en werd op de andere oever van de rivier Yaque del Norte op de huidige locatie opgebouwd, waarna het in 1508 stadsrechten kreeg. In 1562 werd de stad opnieuw verwoest door een aardbeving en werd weer opgebouwd. In 1863 werd de stad getroffen door een grote brand, waarna deze nogmaals werd opgebouwd.

## Dertig heren
Officieel heet de stad 'Santiago de los Treinta Caballeros', wat betekent: "Santiago (Sint-Jakobus) van de dertig heren". De naam van de stad verwijst naar de Spaanse Hidalgos (ridders of heren) van La Isabela die naar Santiago waren gestuurd. Toen ze in Spanje waren teruggekeerd deponeerden ze bij de koning een formele klacht waarin zij schreven, dat hun paarden ten onrechte als lastdieren werden gebruikt, de broers Columbus (Diego en Bartolomeo) zich hun wapens toegeëigend hadden en dat zij handarbeid moesten verrichten, iets wat niet tot hun status van ridders werd beschouwd.
Mannen uit Santiago hebben het buiten hun stad vaak over "Santiago van de 29 heren". Wanneer de gesprekspartner dan vragend kijkt, dan volgt: "Ja, want ík ben hier."

## Franse tijd
De Franse aanwezigheid door de vrede van Basel heeft na 1795 zijn sporen achter gelaten. Tijdens deze periode begon Santiago aan een moderne stadsplanning. Het Europese neoclassicisme is in veel gebouwen terug te vinden waaronder het stadspaleis, gebouwd tussen 1892 en 1895 door de Belgische architect Louis Bogaert.

## Hoogste berg
De hoogste berg is de Pico Diego de Ocampo met een hoogte van 1249 m, ten noorden van Santiago. Het is een beschermd natuurgebied (area protegida), 25km², UICN-categorie III, natuurmonument.

## Hoogste gebouw
De constructie van een 67 meter hoog marmeren monument begon in 1944 in opdracht van Rafael Trujillo. Hij noemde het "Trujillo's monument voor vrede". Het is ontworpen door architect Henry Gazón Bona.
Na de dood van Trujillo werd het hernoemd naar "Monumento de los héroes de la Restauración" (Monument voor de helden van de Restauratie) ter nagedachtenis aan de oorlog tegen de Spanjaarden voor de herstelde onafhankelijkheid in 1865.
19° 27.2′ NB, 70° 41.40′ WL 

## Langste brug

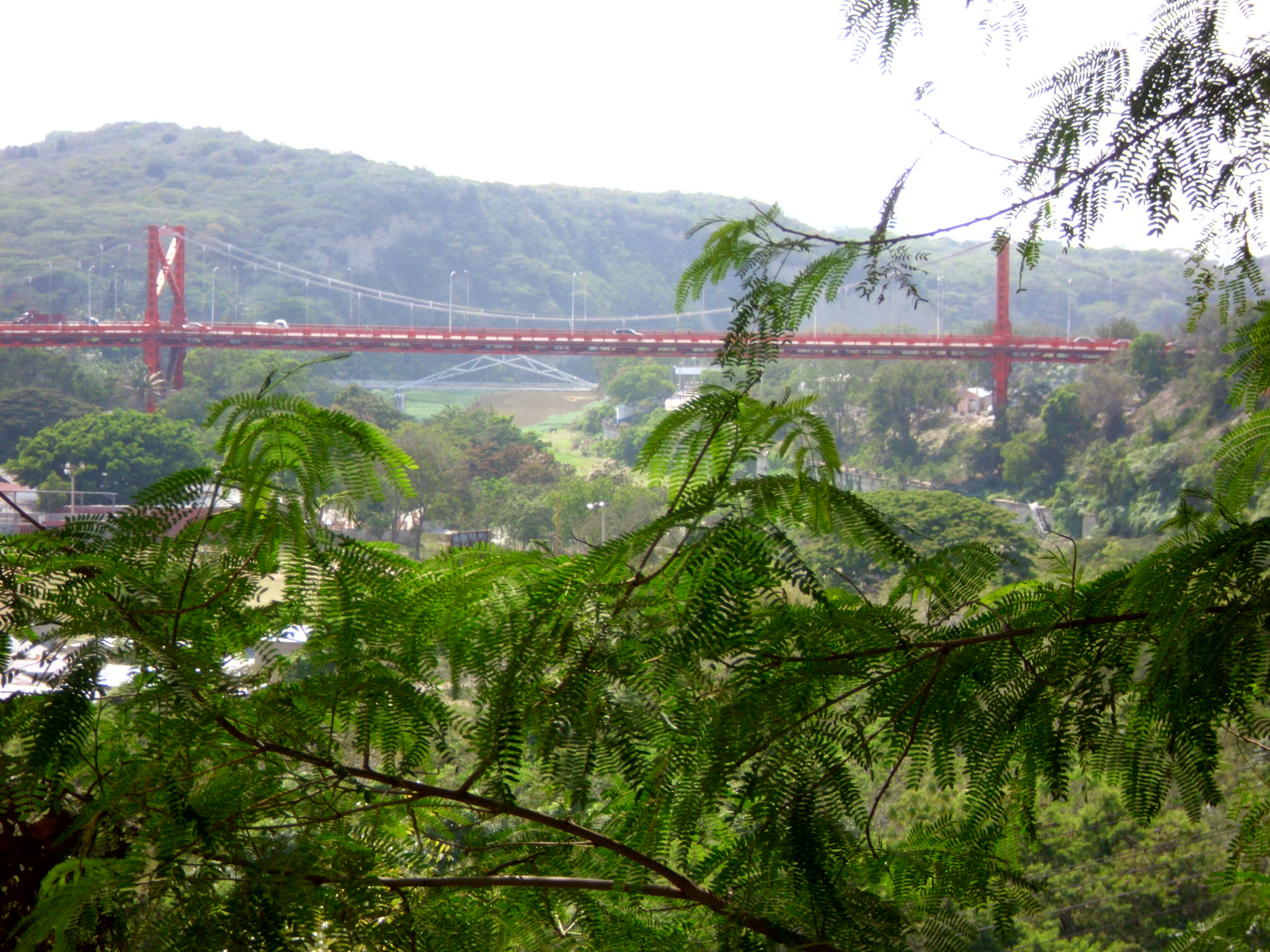
Puente de los Patiños

De langste brug in Santiago is gebouwd door de broers Patiño en verbindt de oevers van de Rio Yaque del Norte. De constructie begon in de tijd van dictator Rafael Trujillo en werd na de dood van Trujillo ingewijd in 1962 als de Puente de los Patiños, vernoemd naar de vijf broers.
19° 26.52′ NB, 70° 42.30′ WL 

## Religie

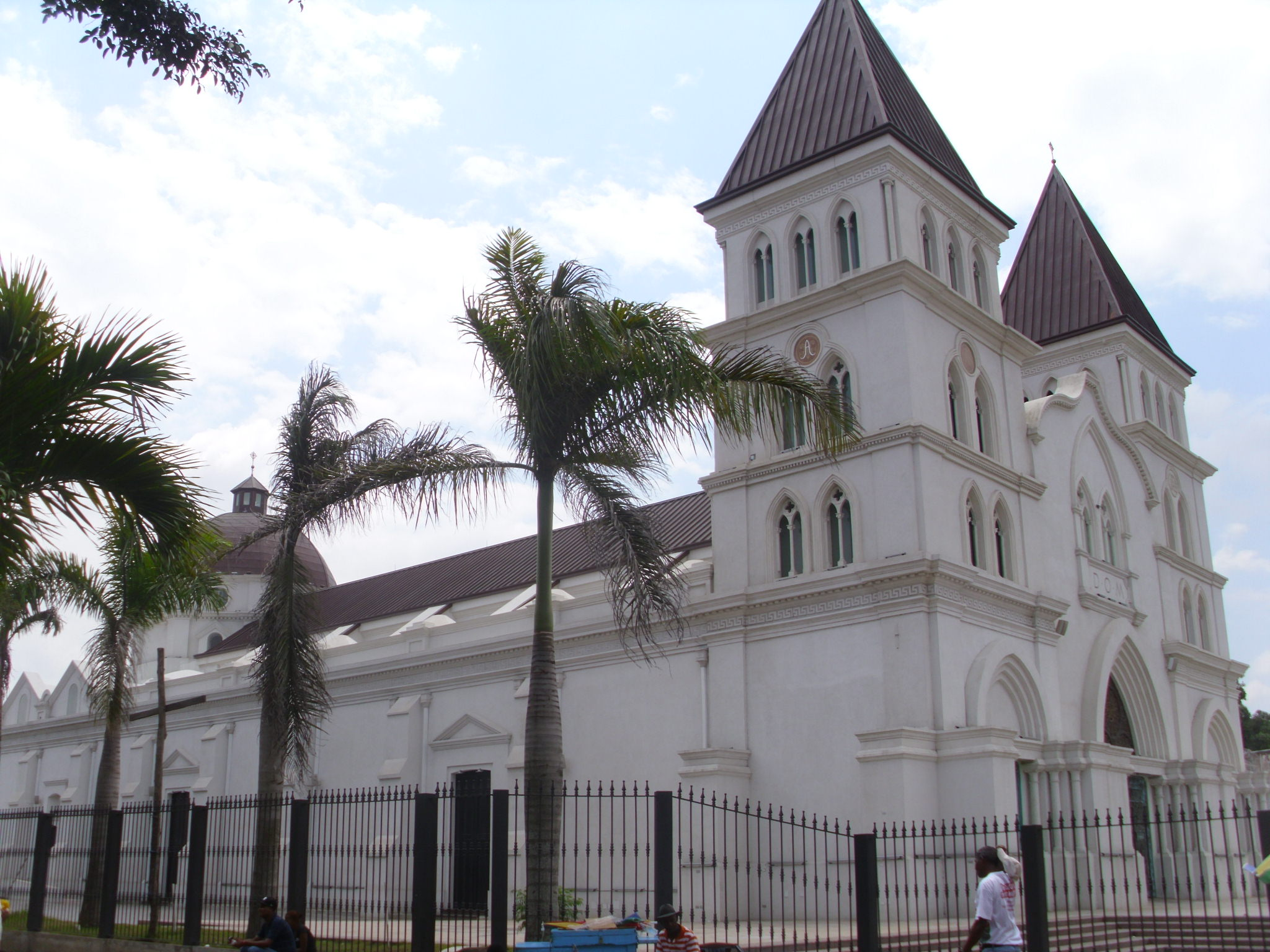
Kathedraal van Santiago

Kathedraal Santiago Apóstol el Mayor 
De kerk wordt beschouwd als een van de centrale kenmerken van Santiago en is het culturele centrum van de stad sinds zijn wijding op 21 januari 1895. Hoewel niet bijzonder oud, is hij gebouwd in traditionele stijlen, naar ontwerp van architect Onofre de Lora en gebouwd bij het park Duarte.
19° 26.53′ NB, 70° 42.20′ WL 

## Historische bouwwerken

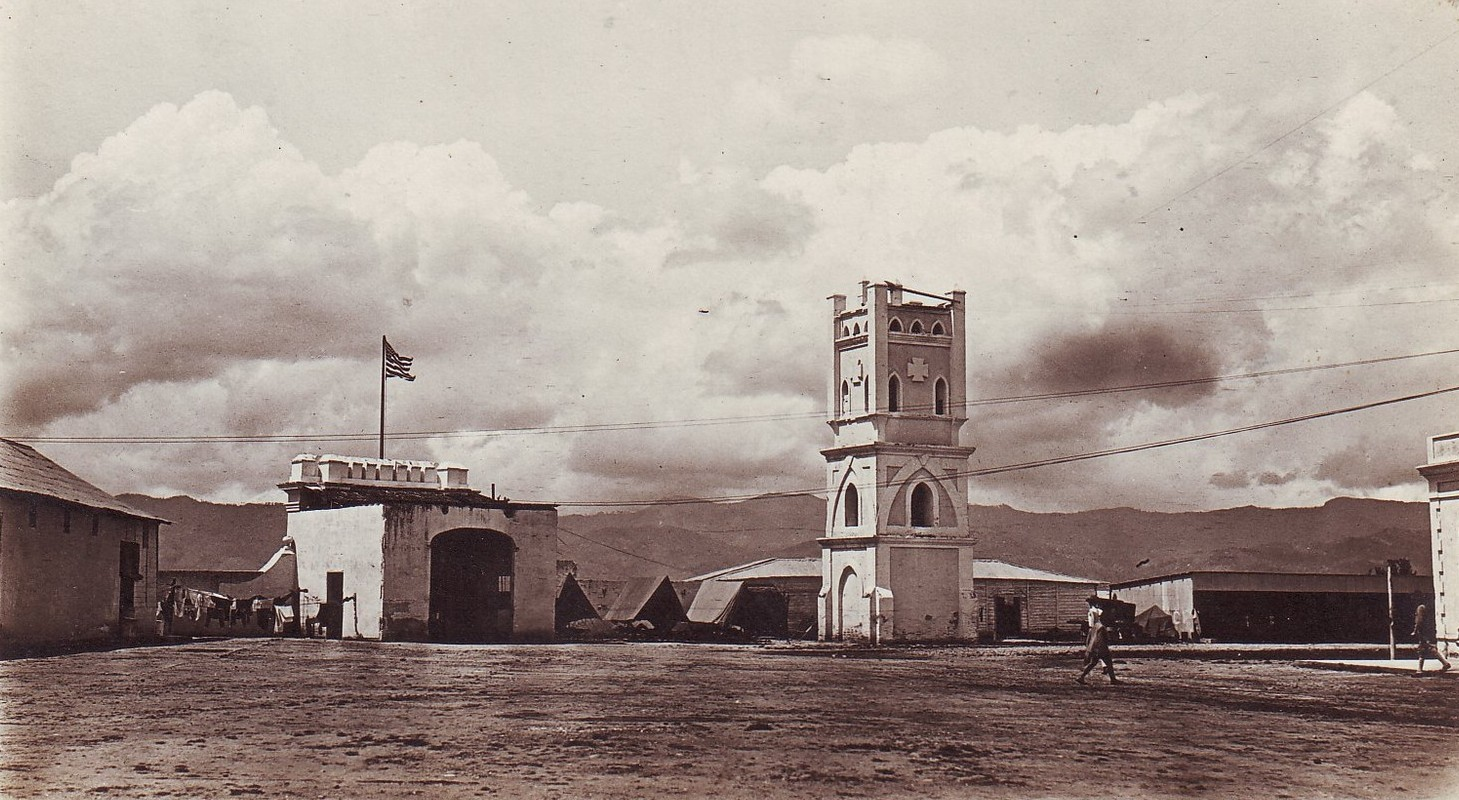
Fortaleza San Luis

Fortaleza San Luis, in 1916-1924 tijdens de bezetting van de US in gebruik als kamp van de US Marines.
De afbeelding vanaf de binnenplaats toont de poort en toren aan de stadskant in het oostelijke deel van het fort.
Het fort is gebouwd op de oostelijke oever van de rio Yaque del Norte in het zuidelijke deel van de oude stad ter verdediging van Santiago en de gehele Cibao vallei. 
Het heeft een belangrijke rol gespeeld bij de verdediging tegen de Haïtiaanse invasie en de restauratie van de onafhankelijkheid in 1865

## Museums
- Centro Leon 19° 27.49′ NB, 70° 40.15′ WL

Een museum voor de cultuur en evolutie van de oorspronkelijke bewoners, de Caribische en Dominicaanse cultuur en historie, moderne kunst en nationale parken.
- Museum Folklórico Yoryi Morel (carnaval museum) 19° 27.4′ NB, 70° 40.25′ WL

Een collectie van Santiago's carnavalcultuur en kledingstukken gedragen door lechones (figuranten) tijdens het carnaval in de provincie Santiago en stukken uit andere provincies. Het museum is vernoemd naar de schilder Yoryi Morel uit Santiago.
- Museo del Tabaco (tabak museum) 19° 27.1′ NB, 70° 42.22′ WL

Laat de historie van de tabakscultuur en het effect op de ontwikkeling van de steden zien. Ook het verwerken van tabaksbladeren en het handmatig maken van sigaren is te aanschouwen.
- Museo Histórico Fortaleza San Luis (historie museum Fort San Luis)

Heeft ook als gevangenis gediend.
- Museo de los Héroes de la Restauración (museum voor de helden van de Restauratie). Zie "Hoogste gebouw"

Toont onder andere foto's van de strijd voor de onafhankelijkheid tussen 1863 en 1865 van de Dominicanen tegen het Spaanse leger.

## Transport
Het transport over de weg is gelijk aan dat van Santo Domingo.
De snelweg Autopista Juan Pablo Duarte (RD-1) verbindt Santiago met het zuiden tot Santo Domingo. Er is een tolpoort waar betaald wordt voor de toegang tot Santo Domingo.
De snelweg Avenida Circunvalación is in 2015 gereed gekomen en is een verbinding om Santiago heen, om de aansluiting op de autopista door de stad te ontlasten. Een tolpoort aan de noordkant waar betaald wordt voor het verlaten van de snelweg.
Aeropuerto Internacional del Cibao (Internationale luchthaven van Cibao) is ten oosten van Santiago aangelegd en is in 2003 in gebruik genomen. Het vervangt het oude vliegveld Airopuerto Santiago Municipal dat midden in Santiago ligt en nu door de AMET wordt gebruikt als opslagplaats voor in beslag genomen voertuigen, trainingscentrum en kantoor ter afwikkeling van verkeerszaken.

## Sport en recreatie
- Estadio Cibao 19° 28.0′ NB, 70° 42.33′ WL

Thuishonk van de Aguilas Cibaeñas honkbalvereniging.
- Gran Arena del Cibao Dr. Oscar Gobaira 19° 27.55′ NB, 70° 42.35′ WL

Thuishonk van de Los Metros De Santiago honkbalvereniging.
- Centro Español 19° 25.28′ NB, 70° 40.6′ WL

Recreatiepark toegankelijk voor leden.
- Gurabito Country Club 19° 25.36′ NB, 70° 40.48′ WL

Recreatiepark toegankelijk voor leden.
- Kaskada Agua Park (Mundo acuatico) 19° 24.49′ NB, 70° 38.32′ WL

Publiekelijk toegankelijk zwemparadijs.

## Nieuwe projecten
- Gran Cibao Hotel met elf verdiepingen, in 2010 in gebruik genomen. 19° 25.52′ NB, 70° 39.19′ WL

- Light Rail in Santiago, stadsmetro met een lengte van 5,5 km en twaalf stations. Het moet de luchthaven Licey-Cibao met het centrum gaan verbinden. De bouw zou beginnen in oktober 2007 maar heeft vertraging opgelopen en is opgeschort.

- Elektrische "Snelweg" van Santo Domingo – Santiago's komt van Puerto Plata, maar de regering  wil een elektrische "Snelweg" die Santiago voorziet van elektrische energie van generatoren van Santo Domingo. De constructie startte in februari 2007.

## Bestuurlijke indeling
De gemeente bestaat uit zes gemeentedistricten (distrito municipal):
Baitoa, Hato del Yaque, La Canela, Pedro García, San Francisco de Jacagua en Santiago.

## Geboren
- Benigno Filomeno de Rojas (1811-1865), president van de Dominicaanse Republiek (1865)
- José Desiderio Valverde (1822-1903), president van de Dominicaanse Republiek (1858)
- Ulises Francisco Espaillat (1823-1878), president van de Dominicaanse Republiek (1876)
- Salvador Jorge Blanco (1926-2010), president van de Dominicaanse Republiek (1982-1986)
- Rafael Hipólito Mejía Domínguez (1941), president van de Dominicaanse Republiek (2000-2004)

- Bibliothèque nationale de France: cb136152686 (data)
- Catàleg d'autoritats de noms i títols de Catalunya: 981058517891906706
- Gemeinsame Normdatei: 4122722-0
- Library of Congress Control Number: n81096399
- MusicBrainz: 5f2ea1dd-c5d5-4138-8cfc-1df4f2bc1f02
- National Archives and Records Administration: 10037220
- Nationale Bibliotheek van Israël: 987007552855505171
- Système universitaire de documentation: 110805240
- Virtual International Authority File: 234190220
- WorldCat: E39PBJw8TBBRV4tbCQgR3fV3cP

Azua · Bajos de Haina · Baní · Barahona · Boca Chica · Bonao · Comendador · Cotuí · Dajabón · El Seibo · Hato Mayor · Higüey · Jimaní · La Romana · La Vega · Los Alcarrizos · Mao · Moca · Monte Cristi · Monte Plata · Nagua · Neiba · Pedernales · Puerto Plata · Sabaneta · Salcedo · Samaná · San Cristóbal · San Francisco de Macorís · San José de Ocoa · San Juan · San Pedro de Macorís · Santiago · Santo Domingo de Guzmán · Santo Domingo Este · Santo Domingo Norte · Santo Domingo Oeste